# Золотокіс синьоплечий
Золотокіс синьоплечий (Cossypha cyanocampter) — вид горобцеподібних птахів родини мухоловкових (Muscicapidae). Мешкає в Західній та Центральній Африці.

## Підвиди
Виділяють два підвиди:
- C. c. cyanocampter (Bonaparte, 1850) — поширений на південному заході Малі, на сході Гвінеї та від Сьєрра-Леоне до Габону;
- C. c. bartteloti Shelley, 1890 — поширений на північному сході ДР Конго, в Південному Судані, Кенії та Уганді.

## Поширення і екологія
Синьоплечі золотокоси живуть в рівнинних вологих тропічних лісах, в гірських тропічних лісах і чагарникових заростях.